# Wilhelm av Beck-Glücksburg
Wilhelm av Beck-Glücksburg, född den 4 januari 1785 i Lindenau i Ostpreussen, död den 17 februari 1831 på Glücksburgs slott i Schleswig-Holstein, var en dansk-tysk prins och officer, som var regerande hertig av Schleswig-Holstein-Sonderburg-Beck mellan 1816 och 1825 och regerande hertig av Schleswig-Holstein-Sonderburg-Glücksburg mellan 1825 och 1831. Wilhelm är stamfader till huset Glücksburg och grundade ett furstehus som omfattar kungahusen i Danmark, Grekland, Norge och Storbritannien.
Wilhelm var ende son till hertig Fredrik Karl Ludvig av Schleswig-Holstein-Sonderburg-Beck och grevinnan Friederike von Schlieben. Han tillhörde hertigsläkten Schleswig-Holstein-Sonderburg-Beck, en avlägsen och obetydlig sidogren av det danska kungahuset Oldenburg. 1804 skickade hans far honom till Danmark, där han gjorde karriär som officer i den danska armén under Napoleonkrigen. 1810 gifte han sig med prinsessan Louise Karolina av Hessen-Kassel och blev genom detta svåger till kung Fredrik VI av Danmark, eftersom hans nya hustrus äldre syster var gift med kungen. Vid faderns död 1816 ärvde Vilhelm titeln som hertig av Schleswig-Holstein-Sonderburg-Beck och 1825 överförde kung Fredrik VI Glücksburgs slott till sin svåger och ändrade hans titel till hertig av Schleswig-Holstein-Sonderburg-Glücksburg.

## Biografi

### Födelse och bakgrund

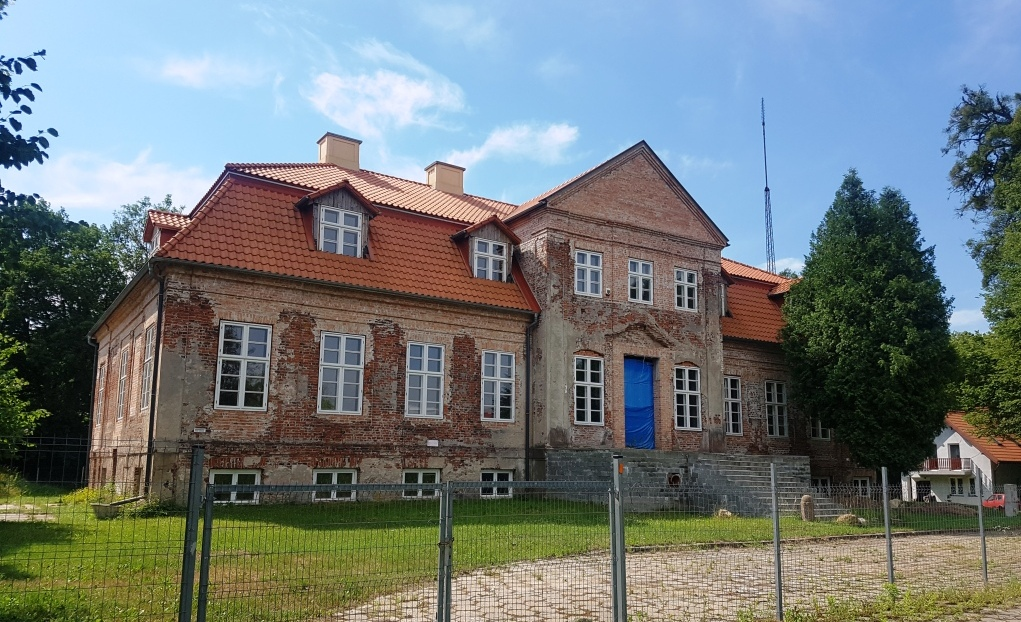
Prins Wilhelms barndomshem, herrgården i Lindenau 2008.

Wilhelm föddes den 4 januari 1785 på herrgården i Lindenau nära byen Braunsberg i Ostpreussen, den nordöstligaste provinsen i kungariket Preussen (idag Lipowina i Polen). Han var tredje barnet och ende son till hertig Fredrik Karl Ludvig av Schleswig-Holstein-Sonderburg-Beck (1757–1816) och grevinnan Friederike von Schlieben (1757–1827). Den nyfödde prinsen döptes med namnen Fredrik Vilhelm Paul Leopold och hade sin avlägsna släkting, kronprins Frederik av Danmark och Norge (den blivande kungen Fredrik VI) som gudfar.
Prins Wilhelms far var överhuvud för hertigsläkten Schleswig-Holstein-Sonderburg-Beck, en avlägsen och obetydlig sidogren av det danska kungahuset Oldenburg. Släkten härstammade från kung Kristian III:s yngre son, hertig Hans den yngre av Sønderborg (1545-1622), vars sonson August Filip av Holstein-Beck (1612-1675) hade brutit banden med Danmark och rest till Tyskland. Där förvärvade han herrgården Haus Beck i Westfalen varefter släktlinjen fick namnet Slesvig-Holstein-Sønderborg-Beck. Hans söner och deras ättlingar gick i preussisk, polsk och rysk tjänst. Senast hade både Vilhelms far och farfar haft höga befattningar i Preussens armé.

### Uppväxt och utbildning
Prins Vilhelm växte upp med sina två systrar i Lindenau och fick sin första utbildning hemma. År 1798 drog sig Wilhelms far från sin preussiska militärtjänst och bosatte sig i Leipzig för att studera. Samtidigt skickades Wilhelm till Riddarakademin i Brandenburg an der Havel, där han fick sin utbildning 1798–1802, varefter han studerade vid universitetet i Leipzig från 1803.

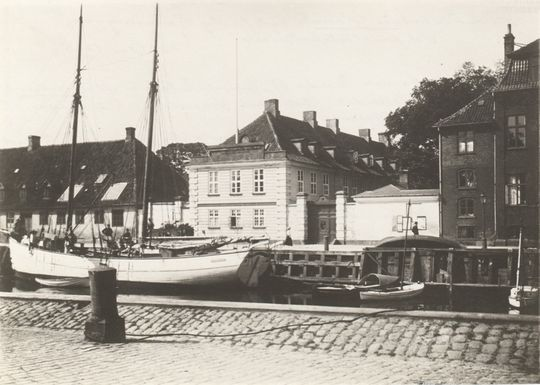
Livgardet til hästs kasern vid Frederiksholms Kanal i Köpenhamn på 1800-talet.

Även om Wilhelms förfäder hade varit i preussisk tjänst, var fadern på grund av vissa olyckliga dispositioner inte längre på god fot med den preussiske kungen och var därför tvungen att hitta karriärmöjligheter för sin son på annat håll. 1804 skickade hans far honom till Danmark. Redan 1803 hade pojkens gudfar, kronprins Fredrik, antagit honom som ryttmästare à la suite och året därpå reste han till Köpenhamn och antogs i kavalleriförbandet Livgardet till häst.

### Militär karriär
Därefter gjorde han karriär som officer i den danska armén under Napoleonkrigen. Efter bara ett år i huvudstaden förflyttades Wilhelm på egen begäran till hertigdömet Holstein, där den danska armén bevakade den dansk-norska monarkins sydgräns. 1805-1807 tjänstgjorde han som sekond-ryttmästare vid Livregiment Dragoner, där han deltog i bevakningen av södra gränsen och flera gånger fick tillfälle att visa goda militära färdigheter, särskilt vid rekognosering.

### Äktenskap

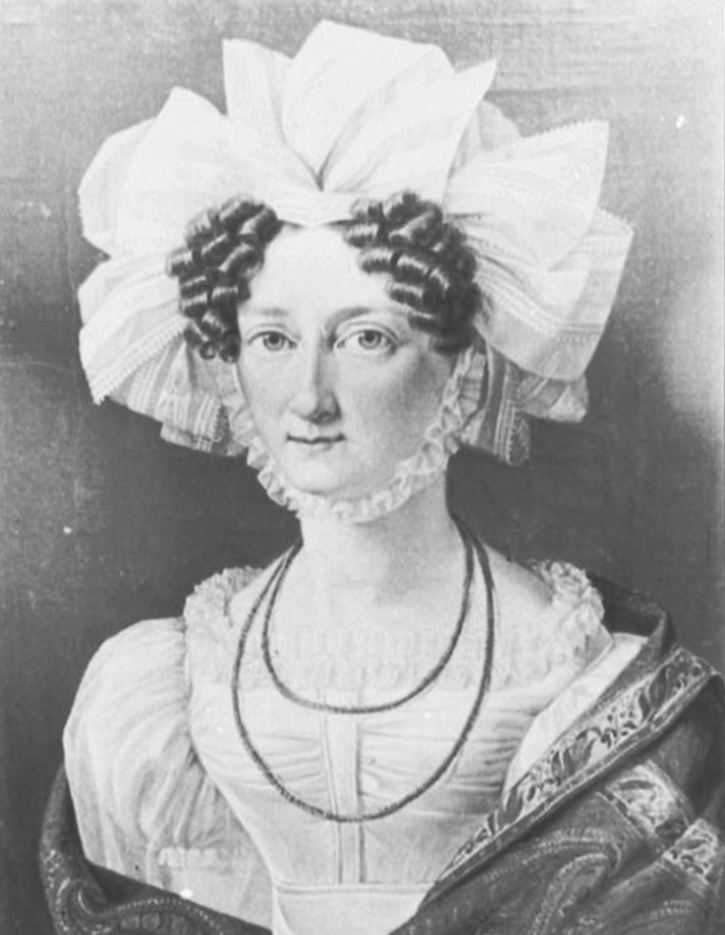
Prins Wilhelms hustru, prinsessan Louise Karolina av Hessen-Kassel. Målad av Carl Andreas August Groos, 1829 (Glücksburgs slott)

1809 utnämndes Wilhelm till major i hertigdömenas Slesvig och Holsteins generalstab och inkvarterades på Gottorps slott hos arméns stabschef, prins Karl av Hessen-Kassel. Där träffade han den 20-åriga prinsessan Louise Karolina av Hessen-Kassel, yngsta dotter till prins Karl och hans hustru prinsessan Louise av Danmark, själv dotter till den danske kungen Fredrik V. Wilhelm och Louise Karolina förlovade sig i november 1809 och gifte sig den 26 januari 1810 på Gottorps slott. Bröllopet firades som ett typiskt enkelt krigsbröllop utan deltagande av varken Wilhelms föräldrar eller hans gudfar, kung Fredrik VI.
Genom detta äktenskap blev Vilhelm även svåger till kung Fredrik VI av Danmark, eftersom hans nya hustrus äldre syster, prinsessan Maria Sofia Fredrika av Hessen-Kassel, var gift med kungen.

### Hertig

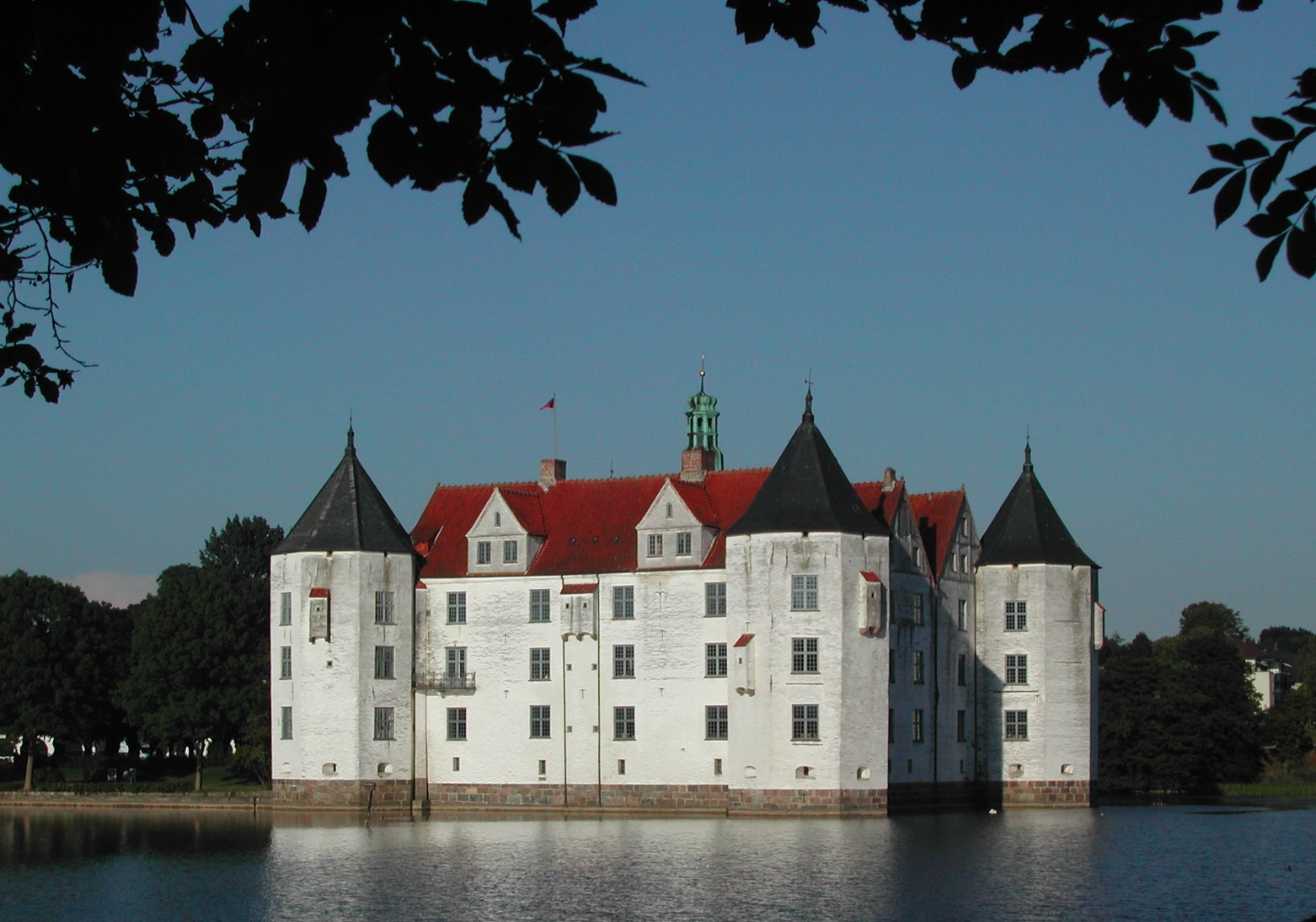
Glücksburgs slott, stamsäte för hertigarna av Glücksburg.

Vid faderns död den 25 mars 1816 ärvde Vilhelm titeln som hertig av Schleswig-Holstein-Sonderburg-Beck. Den 6 juli 1825 överförde kung Fredrik VI Glücksburgs slott till sin svåger och ändrade hans titel till hertig av Schleswig-Holstein-Sonderburg-Glücksburg, efter att den äldre Glücksburg-linjen hade dött ut 1824.
Efter en kort tids sjukdom dog hertig Wilhelm endast 46 år gammal den 17 februari 1831 på Gottorps slott.

## Barn
- Luise Marie Friederike av Glücksburg, (1810-1869)
- Fredrika av Glücksburg, (1811-1902)
- Karl av Glücksburg, (1813-1878)
- Fredrik av Glücksburg, (1814-1885)
- Wilhelm av Glücksburg, (1816-1893)
- Kristian IX av Danmark, (1818-1906)
- Luise av Glücksburg, abbedissa av Itzehoe, (1820-1894)
- Julius av Glücksburg, (1824-1903)
- Johann av Glücksburg (prins Hans), (1825-1911)
- Nikolaus av Glücksburg, (1828-1849)